# Lijst van senatoren uit Connecticut

Zegel van de staat Connecticut

Dit is een lijst van de senatoren voor de Amerikaanse staat Connecticut. De senatoren voor Connecticut zijn ingedeeld als Klasse I en Klasse III. De twee huidige senatoren voor Connecticut zijn: Richard Blumenthal senator sinds 2011 de (senior senator) en Chris Murphy senator sinds 2013 de (junior senator), beiden van de Democratische Partij.
Prominenten die hebben gediend als senator voor Connecticut zijn onder anderen: Oliver Ellsworth (later opperrechter voor het Hooggerechtshof), Isaac Toucey (later minister van de Marine en eerder minister van Justitie), Morgan Bulkeley (prominent politicus en later sportbestuurder van de National League), Thomas Hart (prominent admiraal), Thomas Dodd (prominent politicus en eerder jurist bij het Proces van Neurenberg), Joe Lieberman (genomineerd vicepresidentskandidaat), Chris Murphy (prominent politicus), William Samuel Johnson (prominent politicus), Roger Sherman (prominent politicus), Jonathan Trumbull jr. (eerder voorzitter van het Huis van Afgevaardigden), Hiram Bingham (prominent ontdekkingsreiziger), John Danaher (later rechter voor het Hof van Beroep voor het circuit van het District of Columbia), Prescott Bush (prominent ondernemer en vader van president George H.W. Bush), Abraham Ribicoff (eerder minister van Volksgezondheid, Onderwijs en Welzijn) en Chris Dodd (prominent politicus en later voorzitter van de Motion Picture Association of America)
Maar liefst vijftien senatoren voor Connecticut zijn ook gouverneur van Connecticut geweest: Henry Edwards, Samuel Foot, Roger Baldwin, Isaac Toucey, William Buckingham, Joseph Hawley, Morgan Bulkeley, George McLean, Raymond Baldwin, Lowell Weicker, Jonathan Trumbull jr., Gideon Tomlinson, James English, Hiram Bingham en Abraham Ribicoff.

## Klasse I
| Nr.    | Senator voor Connecticut Senator from Connecticut | Senator voor Connecticut Senator from Connecticut | Senator voor Connecticut Senator from Connecticut | Ambtstermijn     | Ambtstermijn     | Partij(en)   | Verkiezing(en) |
| ------ | ------------------------------------------------- | ------------------------------------------------- | ------------------------------------------------- | ---------------- | ---------------- | ------------ | -------------- |
| 1      |                                                   | Oliver Ellsworth                                  | Oliver Ellsworth (1745–1807)                      | 4 maart 1789     | 8 maart 1796     | F            | 1788           |
| 1      | 1791                                              | Oliver Ellsworth                                  | Oliver Ellsworth (1745–1807)                      | 4 maart 1789     | 8 maart 1796     | F            |                |
| Vacant |                                                   |                                                   |                                                   |                  |                  |              |                |
| 2      |                                                   | James Hillhouse                                   | James Hillhouse (1754–1832)                       | 12 mei 1796      | 10 juni 1810     | F            | 1796           |
| 2      | 1797                                              | James Hillhouse                                   | James Hillhouse (1754–1832)                       | 12 mei 1796      | 10 juni 1810     | F            |                |
| 2      | 1802                                              | James Hillhouse                                   | James Hillhouse (1754–1832)                       | 12 mei 1796      | 10 juni 1810     | F            |                |
| 2      | 1809                                              | James Hillhouse                                   | James Hillhouse (1754–1832)                       | 12 mei 1796      | 10 juni 1810     | F            |                |
| Vacant |                                                   |                                                   |                                                   |                  |                  |              |                |
| 3      |                                                   | Samuel Dana                                       | Samuel Dana (1760–1830)                           | 5 december 1810  | 4 maart 1821     | F            | 1810           |
| 3      | 1814                                              | Samuel Dana                                       | Samuel Dana (1760–1830)                           | 5 december 1810  | 4 maart 1821     | F            |                |
| 4      |                                                   | Elijah Boardman                                   | Elijah Boardman (1760–1836)                       | 4 maart 1821     | 18 augustus 1823 | DR           | 1821           |
| Vacant |                                                   |                                                   |                                                   |                  |                  |              | 1821           |
| 5      |                                                   | Henry Edwards                                     | Henry Edwards (1779–1847)                         | 7 oktober 1823   | 4 maart 1827     | DR           | 1821           |
| 5      | 1824                                              | Henry Edwards                                     | Henry Edwards (1779–1847)                         | 7 oktober 1823   | 4 maart 1827     | DR           |                |
| 6      |                                                   | Samuel Foot                                       | Samuel Foot (1780–1846)                           | 4 maart 1827     | 4 maart 1833     | DR (1827–28) | 1826           |
| 6      | NR (1828–33)                                      | Samuel Foot                                       | Samuel Foot (1780–1846)                           | 4 maart 1827     | 4 maart 1833     |              | 1826           |
| 7      |                                                   | Nathan Smith                                      | Nathan Smith (1770–1835)                          | 4 maart 1833     | 6 december 1835  | NR (1833)    | 1832           |
| 7      | W (1833–35)                                       | Nathan Smith                                      | Nathan Smith (1770–1835)                          | 4 maart 1833     | 6 december 1835  |              | 1832           |
| Vacant |                                                   |                                                   |                                                   |                  |                  |              | 1832           |
| 8      |                                                   | John Niles                                        | John Niles (1787–1856)                            | 20 december 1835 | 4 maart 1839     | D            | 1835           |
| 9      |                                                   |                                                   | Thaddeus Betts (1789–1840)                        | 4 maart 1839     | 7 april 1840     | W            | 1838           |
| Vacant |                                                   |                                                   |                                                   |                  |                  |              | 1838           |
| 10     |                                                   | Jabez Huntington                                  | Jabez Huntington (1788–1847)                      | 4 mei 1840       | 1 november 1847  | W            | 1840           |
| 10     | 1844                                              | Jabez Huntington                                  | Jabez Huntington (1788–1847)                      | 4 mei 1840       | 1 november 1847  | W            |                |
| Vacant |                                                   |                                                   |                                                   |                  |                  |              |                |
| 11     |                                                   | Roger Baldwin                                     | Roger Baldwin (1793–1863)                         | 10 november 1847 | 4 maart 1851     | W            |                |
| 11     | W                                                 | Roger Baldwin                                     | Roger Baldwin (1793–1863)                         | 10 november 1847 | 4 maart 1851     | 1848         |                |
| Vacant |                                                   |                                                   |                                                   |                  |                  |              |                |
| 12     |                                                   | Isaac Toucey                                      | Isaac Toucey (1792–1869)                          | 12 mei 1852      | 4 maart 1857     | D            | 1852           |
| 13     |                                                   | James Dixon                                       | James Dixon (1814–1873)                           | 4 maart 1857     | 4 maart 1869     | R            | 1856           |
| 13     | 1863                                              | James Dixon                                       | James Dixon (1814–1873)                           | 4 maart 1857     | 4 maart 1869     | R            |                |
| 14     |                                                   | William Buckingham                                | William Buckingham (1804–1875)                    | 4 maart 1869     | 5 februari 1875  | R            | 1868           |
| 15     |                                                   | William Eaton                                     | William Eaton (1816–1898)                         | 5 februari 1875  | 4 maart 1881     | D            | 1868           |
| 15     | 1874                                              | William Eaton                                     | William Eaton (1816–1898)                         | 5 februari 1875  | 4 maart 1881     | D            |                |
| 16     |                                                   | Joseph Hawley                                     | Joseph Hawley (1826–1905)                         | 4 maart 1881     | 4 maart 1905     | R            | 1881           |
| 16     | 1887                                              | Joseph Hawley                                     | Joseph Hawley (1826–1905)                         | 4 maart 1881     | 4 maart 1905     | R            |                |
| 16     | 1893                                              | Joseph Hawley                                     | Joseph Hawley (1826–1905)                         | 4 maart 1881     | 4 maart 1905     | R            |                |
| 16     | 1899                                              | Joseph Hawley                                     | Joseph Hawley (1826–1905)                         | 4 maart 1881     | 4 maart 1905     | R            |                |
| 17     |                                                   | Morgan Bulkeley                                   | Morgan Bulkeley (1832–1922)                       | 4 maart 1905     | 4 maart 1911     | R            | 1905           |
| 18     |                                                   | George McLean                                     | George McLean (1857–1932)                         | 4 maart 1911     | 4 maart 1929     | R            | 1911           |
| 18     | 1916                                              | George McLean                                     | George McLean (1857–1932)                         | 4 maart 1911     | 4 maart 1929     | R            |                |
| 18     | 1922                                              | George McLean                                     | George McLean (1857–1932)                         | 4 maart 1911     | 4 maart 1929     | R            |                |
| 19     |                                                   | Frederic Walcott                                  | Frederic Walcott (1869–1949)                      | 4 maart 1929     | 3 januari 1935   | R            | 1928           |
| 20     |                                                   | Francis Maloney                                   | Francis Maloney (1894–1945)                       | 3 januari 1935   | 16 januari 1945  | D            | 1934           |
| 20     | 1940                                              | Francis Maloney                                   | Francis Maloney (1894–1945)                       | 3 januari 1935   | 16 januari 1945  | D            |                |
| Vacant |                                                   |                                                   |                                                   |                  |                  |              |                |
| 21     |                                                   | Thomas Hart                                       | Thomas Hart (1877–1971)                           | 15 februari 1945 | 6 november 1946  | R            |                |
| Vacant |                                                   |                                                   |                                                   |                  |                  |              |                |
| 22     |                                                   | Raymond Baldwin                                   | Raymond Baldwin (1893–1986)                       | 28 december 1946 | 16 december 1949 | R            | 1946 (1)       |
| 22     | 1946 (2)                                          | Raymond Baldwin                                   | Raymond Baldwin (1893–1986)                       | 28 december 1946 | 16 december 1949 | R            |                |
| Vacant |                                                   |                                                   |                                                   |                  |                  |              |                |
| 23     |                                                   | William Benton                                    | William Benton (1900–1973)                        | 19 december 1949 | 3 januari 1953   | D            |                |
| 23     | 1950                                              | William Benton                                    | William Benton (1900–1973)                        | 19 december 1949 | 3 januari 1953   | D            |                |
| 24     |                                                   | William Purtell                                   | William Purtell (1897–1978)                       | 3 januari 1953   | 3 januari 1959   | R            | 1952           |
| 25     |                                                   | Thomas Dodd                                       | Thomas Dodd (1907–1971)                           | 3 januari 1959   | 3 januari 1971   | D            | 1958           |
| 25     | 1964                                              | Thomas Dodd                                       | Thomas Dodd (1907–1971)                           | 3 januari 1959   | 3 januari 1971   | D            |                |
| 26     |                                                   | Lowell Weicker                                    | Lowell Weicker (1931–2023)                        | 3 januari 1971   | 3 januari 1989   | R            | 1970           |
| 26     | 1976                                              | Lowell Weicker                                    | Lowell Weicker (1931–2023)                        | 3 januari 1971   | 3 januari 1989   | R            |                |
| 26     | 1982                                              | Lowell Weicker                                    | Lowell Weicker (1931–2023)                        | 3 januari 1971   | 3 januari 1989   | R            |                |
| 27     |                                                   | Joe Lieberman                                     | Joe Lieberman (1942–2024)                         | 3 januari 1989   | 3 januari 2013   | D (1989–06)  | 1988           |
| 27     | 1994                                              | Joe Lieberman                                     | Joe Lieberman (1942–2024)                         | 3 januari 1989   | 3 januari 2013   | D (1989–06)  |                |
| 27     | 2000                                              | Joe Lieberman                                     | Joe Lieberman (1942–2024)                         | 3 januari 1989   | 3 januari 2013   | D (1989–06)  |                |
| 27     |                                                   | Joe Lieberman                                     | Joe Lieberman (1942–2024)                         | 3 januari 1989   | 3 januari 2013   | O (2006–13)  | 2006           |
| 28     |                                                   | Chris Murphy                                      | Chris Murphy (1973)                               | 3 januari 2013   | heden            | D            | 2012           |
| 28     | 2018                                              | Chris Murphy                                      | Chris Murphy (1973)                               | 3 januari 2013   | heden            | D            |                |
| 28     | 2024                                              | Chris Murphy                                      | Chris Murphy (1973)                               | 3 januari 2013   | heden            | D            |                |

## Klasse III
| Nr.    | Senator voor Connecticut Senator from Connecticut | Senator voor Connecticut Senator from Connecticut | Senator voor Connecticut Senator from Connecticut | Ambtstermijn     | Ambtstermijn     | Partij(en)   | Verkiezing(en) |
| ------ | ------------------------------------------------- | ------------------------------------------------- | ------------------------------------------------- | ---------------- | ---------------- | ------------ | -------------- |
| 1      |                                                   | William Samuel Johnson                            | William Samuel Johnson (1727–1819)                | 4 maart 1789     | 4 maart 1791     | F            | 1788           |
| Vacant |                                                   |                                                   |                                                   |                  |                  |              | 1788           |
| 2      |                                                   | Roger Sherman                                     | Roger Sherman (1721–1793)                         | 13 juni 1791     | 23 juli 1793     | F            | 1791           |
| Vacant |                                                   |                                                   |                                                   |                  |                  |              | 1791           |
| 3      |                                                   | Stephen Mitchell                                  | Stephen Mitchell (1743–1835)                      | 1 december 1793  | 4 maart 1795     | F            | 1793           |
| 4      |                                                   | Jonathan Trumbull jr.                             | Jonathan Trumbull jr. (1740–1809)                 | 4 maart 1795     | 10 juni 1796     | F            | 1795           |
| Vacant |                                                   |                                                   |                                                   |                  |                  |              | 1795           |
| 5      |                                                   | Uriah Tracy                                       | Uriah Tracy (1755–1807)                           | 14 oktober 1796  | 19 juli 1807     | F            | 1796           |
| 5      | 1801                                              | Uriah Tracy                                       | Uriah Tracy (1755–1807)                           | 14 oktober 1796  | 19 juli 1807     | F            |                |
| 5      | 1807 (1)                                          | Uriah Tracy                                       | Uriah Tracy (1755–1807)                           | 14 oktober 1796  | 19 juli 1807     | F            |                |
| Vacant |                                                   |                                                   |                                                   |                  |                  |              |                |
| 6      |                                                   | Chauncey Goodrich                                 | Chauncey Goodrich (1759–1815)                     | 25 oktober 1796  | 13 mei 1813      | F            | 1807 (2)       |
| 6      | 1813 (1)                                          | Chauncey Goodrich                                 | Chauncey Goodrich (1759–1815)                     | 25 oktober 1796  | 13 mei 1813      | F            |                |
| 7      |                                                   | David Daggett                                     | David Daggett (1764–1851)                         | 13 mei 1813      | 4 maart 1819     | F            | 1813 (2)       |
| 8      |                                                   | James Lanman                                      | James Lanman (1767–1841)                          | 4 maart 1819     | 4 maart 1825     | DR           | 1818           |
| Vacant | Vacant                                            | Vacant                                            | Vacant                                            | Vacant           | Vacant           | 1824         |                |
| 9      |                                                   | Calvin Willey                                     | Calvin Willey (1776–1858)                         | 5 mei 1825       | 4 maart 1831     | DR (1825–28) | 1825           |
| 9      | NR (1828–31)                                      | Calvin Willey                                     | Calvin Willey (1776–1858)                         | 5 mei 1825       | 4 maart 1831     |              | 1825           |
| 10     |                                                   | Gideon Tomlinson                                  | Gideon Tomlinson (1780–1854)                      | 4 maart 1831     | 4 maart 1837     | NR (1831–33) | 1831           |
| 10     | W (1833–37)                                       | Gideon Tomlinson                                  | Gideon Tomlinson (1780–1854)                      | 4 maart 1831     | 4 maart 1837     |              | 1831           |
| 11     |                                                   |                                                   | Perry Smith (1783–1852)                           | 4 maart 1837     | 4 maart 1843     | D            | 1837           |
| 12     |                                                   | John Niles                                        | John Niles (1787–1856)                            | 4 maart 1843     | 4 maart 1849     | D            | 1842           |
| 13     |                                                   | Truman Smith                                      | Truman Smith (1791–1884)                          | 4 maart 1849     | 24 mei 1854      | W            | 1848           |
| 14     |                                                   | Francis Gillette                                  | Francis Gillette (1807–1879)                      | 24 mei 1854      | 4 maart 1855     | FS           | 1854           |
| 15     |                                                   | Lafayette Foster                                  | Lafayette Foster (1806–1880)                      | 4 maart 1855     | 4 maart 1867     | R            | 1854           |
| 15     | 1860                                              | Lafayette Foster                                  | Lafayette Foster (1806–1880)                      | 4 maart 1855     | 4 maart 1867     | R            |                |
| 16     |                                                   | Orris Ferry                                       | Orris Ferry (1823–1875)                           | 4 maart 1867     | 21 november 1875 | NU (1867–68) | 1866           |
| 16     | R (1868–75)                                       | Orris Ferry                                       | Orris Ferry (1823–1875)                           | 4 maart 1867     | 21 november 1875 |              | 1866           |
| 16     | 1872                                              | Orris Ferry                                       | Orris Ferry (1823–1875)                           | 4 maart 1867     | 21 november 1875 |              |                |
| Vacant |                                                   |                                                   |                                                   |                  |                  |              |                |
| 17     |                                                   | James English                                     | James English (1812–1890)                         | 28 november 1875 | 16 mei 1876      | D            |                |
| 18     |                                                   | William Barnum                                    | William Barnum (1818–1889)                        | 16 mei 1876      | 4 maart 1879     | D            | 1876           |
| 19     |                                                   | Orville Platt                                     | Orville Platt (1827–1905)                         | 4 maart 1879     | 21 april 1905    | R            | 1879           |
| 19     | 1885                                              | Orville Platt                                     | Orville Platt (1827–1905)                         | 4 maart 1879     | 21 april 1905    | R            |                |
| 19     | 1891                                              | Orville Platt                                     | Orville Platt (1827–1905)                         | 4 maart 1879     | 21 april 1905    | R            |                |
| 19     | 1897                                              | Orville Platt                                     | Orville Platt (1827–1905)                         | 4 maart 1879     | 21 april 1905    | R            |                |
| 19     | 1903                                              | Orville Platt                                     | Orville Platt (1827–1905)                         | 4 maart 1879     | 21 april 1905    | R            |                |
| Vacant |                                                   |                                                   |                                                   |                  |                  |              |                |
| 20     |                                                   | Frank Brandegee                                   | Frank Brandegee (1864–1924)                       | 10 mei 1905      | 14 oktober 1924  | R            | 1905           |
| 20     | 1909                                              | Frank Brandegee                                   | Frank Brandegee (1864–1924)                       | 10 mei 1905      | 14 oktober 1924  | R            |                |
| 20     | 1914                                              | Frank Brandegee                                   | Frank Brandegee (1864–1924)                       | 10 mei 1905      | 14 oktober 1924  | R            |                |
| 20     | 1920                                              | Frank Brandegee                                   | Frank Brandegee (1864–1924)                       | 10 mei 1905      | 14 oktober 1924  | R            |                |
| Vacant |                                                   |                                                   |                                                   |                  |                  |              |                |
| 21     |                                                   | Hiram Bingham                                     | Hiram Bingham (1875–1956)                         | 18 december 1924 | 4 maart 1933     | R            | 1924           |
| 21     | 1926                                              | Hiram Bingham                                     | Hiram Bingham (1875–1956)                         | 18 december 1924 | 4 maart 1933     | R            |                |
| 22     |                                                   | Augustine Lonergan                                | Augustine Lonergan (1874–1947)                    | 4 maart 1933     | 3 januari 1939   | D            | 1932           |
| 23     |                                                   | John Danaher                                      | John Danaher (1899–1900)                          | 3 januari 1939   | 3 januari 1945   | R            | 1938           |
| 24     |                                                   | Brien McMahon                                     | Brien McMahon (1903–1952)                         | 3 januari 1945   | 28 juli 1952     | D            | 1944           |
| 24     | 1952                                              | Brien McMahon                                     | Brien McMahon (1903–1952)                         | 3 januari 1945   | 28 juli 1952     | D            |                |
| Vacant |                                                   |                                                   |                                                   |                  |                  |              |                |
| 25     |                                                   | William Purtell                                   | William Purtell (1897–1978)                       | 29 augustus 1952 | 4 november 1952  | R            |                |
| 26     |                                                   | Prescott Bush                                     | Prescott Bush (1895–1972)                         | 4 november 1952  | 3 januari 1963   | R            | 1952           |
| 26     | 1956                                              | Prescott Bush                                     | Prescott Bush (1895–1972)                         | 4 november 1952  | 3 januari 1963   | R            |                |
| 27     |                                                   | Abraham Ribicoff                                  | Abraham Ribicoff (1910–1998)                      | 3 januari 1963   | 3 januari 1981   | D            | 1962           |
| 27     | 1968                                              | Abraham Ribicoff                                  | Abraham Ribicoff (1910–1998)                      | 3 januari 1963   | 3 januari 1981   | D            |                |
| 27     | 1974                                              | Abraham Ribicoff                                  | Abraham Ribicoff (1910–1998)                      | 3 januari 1963   | 3 januari 1981   | D            |                |
| 28     |                                                   | Chris Dodd                                        | Chris Dodd (1944)                                 | 3 januari 1981   | 3 januari 2011   | D            | 1980           |
| 28     | 1986                                              | Chris Dodd                                        | Chris Dodd (1944)                                 | 3 januari 1981   | 3 januari 2011   | D            |                |
| 28     | 1992                                              | Chris Dodd                                        | Chris Dodd (1944)                                 | 3 januari 1981   | 3 januari 2011   | D            |                |
| 28     | 1998                                              | Chris Dodd                                        | Chris Dodd (1944)                                 | 3 januari 1981   | 3 januari 2011   | D            |                |
| 28     | 2004                                              | Chris Dodd                                        | Chris Dodd (1944)                                 | 3 januari 1981   | 3 januari 2011   | D            |                |
| 29     |                                                   | Richard Blumenthal                                | Richard Blumenthal (1946)                         | 3 januari 2011   | heden            | D            | 2010           |
| 29     | 2016                                              | Richard Blumenthal                                | Richard Blumenthal (1946)                         | 3 januari 2011   | heden            | D            |                |
| 29     | 2022                                              | Richard Blumenthal                                | Richard Blumenthal (1946)                         | 3 januari 2011   | heden            | D            |                |

Alabama: Tuberville (R) · Britt (R)
Alaska: Murkowski (R) · Sullivan (R)
Arizona: Kelly (D) · Gallego (D)
Arkansas: Boozman (R) · Cotton (R)
Californië: Padilla (D) · Schiff (D)
Colorado: Bennet (D) · Hickenlooper (D)
Connecticut: Blumenthal (D) · Murphy (D)
Delaware: Coons (D) · Blunt Rochester (D)
Florida: R. Scott (R) · Moody (R)
Georgia: Ossoff (D) · Warnock (D)
Hawaï: Schatz (D) · Hirono (D)
Idaho: Crapo (R) · Risch (R)
Illinois: Durbin (D) · Duckworth (D)
Indiana: Young (R) · Banks (R)
Iowa: Grassley (R) · Ernst (R)
Kansas: Moran (R) · Marshall (R)
Kentucky: McConnell (R) · Paul (R)
Louisiana: Cassidy (R) · Kennedy (R)
Maine: Collins (R) · King (O)
Maryland: Van Hollen (D) · Alsobrooks (D)
Massachusetts: Warren (D) · Markey (D)
Michigan: Peters (D) · Slotkin (D)
Minnesota: Klobuchar (D) · Smith (D)
Mississippi: Wicker (R) · Hyde-Smith (R)
Missouri: Hawley (R) · Schmitt (R)
Montana: Daines (R) · Sheehy (R)
Nebraska: Fischer (R) · Ricketts (R)
Nevada: Cortez Masto (D) · Rosen (D)
New Hampshire: Shaheen (D) · Hassan (D)
New Jersey: Booker (D) · Kim (D)
New Mexico: Heinrich (D) · Luján (D)
New York: Schumer (D) · Gillibrand (D)
North Carolina: Tillis (R) · Budd (R)
North Dakota: Hoeven (R) · Cramer (R)
Ohio: Moreno (R) · Husted (R)
Oklahoma: Lankford (R) · Mullin (R)
Oregon: Wyden (D) · Merkley (D)
Pennsylvania: Fetterman (D) · McCormick (R)
Rhode Island: Reed (D) · Whitehouse (D)
South Carolina: Graham (R) · T. Scott (R)
South Dakota: Thune (R) · Rounds (R)
Tennessee: Blackburn (R) · Hagerty (R)
Texas: Cornyn (R) · Cruz (R)
Utah: Lee (R) · Curtis (R)
Vermont: Sanders (O) · Welch (D)
Virginia: Warner (D) · Kaine (D)
Washington: Murray (D) · Cantwell (D)
West Virginia: Moore Capito (R) · Justice (R)
Wisconsin: Johnson (R) · Baldwin (D)
Wyoming: Barrasso (R) · Lummis (R)
(D): Democraat · (R): Republikein · (O): Onafhankelijk